# Kategorizace
Kategorizace je činnost, kterou lidé a jiné organismy[kdo?] realizují „jak dělat správnou věc správným způsobem.“ Kategorizace je postup, při kterém jsou jak konkrétní objekty i jevy, tak i abstraktní myšlenky, rozpoznávány, rozlišovány a chápány. Kategorizace je důležitá při učení, ve vyjadřování, predikci, dedukci, inferenci, rozhodování, jazyce a mnoha formách interakce organismů s jejich prostředím.
Kategorizace je založena na vlastnostech, které odlišují členy kategorie od nečlenů. Kategorizace znamená, že jsou entity (objekty, jevy, znalosti) seskupené podle specifického účelu, nebo vlastností. Kategorie (třídy) jsou množiny charakterizované skupinou znaků, které mají entity (objekty) společné. Kategorizace věcí může být verbální nebo neverbální. Ideálně kategorie představuje matematický vztah mezi subjektivním a objektivním poznáním.
Existuje mnoho teorií a technik kategorizace, nicméně v širším historickém kontextu lze rozeznat tři generace přístupů ke kategorizaci:
- Klasická kategorizace
- Konceptuální seskupování
- Teorie prototypu

## Klasická kategorizace
Klasická kategorizace poprvé přichází s Platónem, v jeho dialogu Státník, kde se uvádí přístup k seskupování na základě podobnosti vlastností. Tento přístup byl dále zkoumaný a systematizovaný Aristotelem a jeho pojednáním Kategorie (Organon), kde analyzuje rozdíly mezi kategorií (třídou) a entitou (objektem). Aristoteles také intenzivně aplikuje klasické kategorizační schéma v jeho přístupu k životu (například otázkami typu: "Je to živočich, nebo rostlina?" "Má to peří, nebo srst?"...), a zakládá tak cestu k přírodní taxonomii.
Klasický aristotelský pohled hlásá, že kategorie jsou samostatné skupiny charakterizované sadou vlastností, které sdílejí její entity. V analytické filosofii jsou tyto vlastnosti předpokladem k založení podmínky, která je nezbytná a dostatečná k pochopení smyslu.
V souladu s klasickým pohledem, kategorie musí být: čistě definované, vzájemně exkluzivní a absolutně vyčerpané.

## Konceptuální seskupování
Konceptuální seskupování je moderní varianta klasického přístupu, a odvozuje se z pokusu popsat, jaká vlastnost je reprezentovaná. V tomto přístupu jsou kategorie (třídy, skupiny) vytvářeny podle prvního formulovaného popisu a pak jsou entity (objekty, jevy, znalosti) roztříděny podle příslušnosti k tomuto popisu.
Konceptuální seskupování bylo vyvinuté zejména během osmdesátých let, jako počítačový vzor pro neřízené učení. Je to způsob, jak ze sady dat generovat konceptuální charakteristiku pro každou generovanou kategorii.
Kategorizační úkoly v každé charakteristice kategorie předpokládají, že určitá entita (objekt) je referenční pro kontrolovanou kategorii (třídu), kontrolovanou znalost, nebo konceptuální znalost. Kategorizační úkoly, ve kterých není známá charakteristika, jsou považovány za nekontrolovanou třídu, nekontrolovaná znalost, nebo datové seskupení.
Úkolem kontrolované klasifikace je vytěžit informaci podle charakteristiky příkladu tak, že dokáže přesnou předpověď dalších kategorií charakteristik pro další příklady. To vede k abstrakci pravidel nebo konceptů, odpovídajících zkoumaným vlastnostem entit pro vytváření kategorizačních charakteristik. Nebo také nemusí vést k abstrakci (např. exemplární model).
Seskupování vede k rozeznávání podstatné struktury ve sadě dat a seskupuje entity dohromady podle podobnosti ke kategoriím. Tudíž je to proces vytváření kategorizační struktury.
Konceptuální shlukování je velice blízké k fuzzy teorii množin, kde entity mohou patřit do jedné či více kategorií (skupin, tříd), v různém stupni vhodnosti.

## Teorie prototypu
Na základě výzkumu Eleanor Rosch a George Lakoff v sedmdesátých letech, bylo na kategorizaci nahlíženo také jako na proces seskupování věcí na základě prototypů - idea potřebných a dostatečných podmínek se téměř neobjevila v kategoriích předmětů nacházejících se v přírodě. To také připomíná, že kategorizace na základě prototypů je založena na lidském vývoji, a že toto poznání počítá s poznáním světa přes ztělesnění. Teorie prototypu také sehrává centrální roli v lingvistice, jako část mapování fonologické struktury do sémantiky.
Poznávací přístup akceptuje, že přírodní kategorie jsou stupňovité (se sklonem k prolínání jejich hranic) a proměnlivé ve stavu jeho složek.
Systém kategorií není objektivní, ale koření v lidské zkušenosti. Kategorie nejsou stejné pro rozdílné kultury, a samozřejmě, také velice individuální v té samé kultuře.
Kategorie utvářejí část hierarchické struktury, když jsou aplikované do takových entit, jako jsou taxony v biologické kategorizaci (klasifikaci): vyšší forma života, střední: rod nebo druh, a nižší: třída. To může být význačné pro určitou skupinu, pro umístění položky do její charakteristické kategorie. A to i když mohou být svévolné a jsou předmětem dalších revizí.
Kategorie ve střední úrovni jsou vjemové a pojmově charakteristické. Rodová úroveň kategorii se přiklání k odvozování reakcí a bohatým představám a spíše je psychologickým hlediskem. Typická taxonomie v zoologii například staví kategorizaci na ztělesnění, na podobnosti vedoucí k formulování "vyšších" kategorií, a rozdílů vedoucích k odlišování mezi kategoriemi.